# نویل
نویل، روستایی از توابع بخش کلاشی شهرستان جوانرود در استان کرمانشاه ایران است.

## جمعیت
این روستا در دهستان شروینه قرار دارد و براساس سرشماری مرکز آمار ایران در سال ۱۳۸۵، جمعیت آن ۲۰ نفر (۵خانوار) بوده‌است. نویل را مردم  نویل (نوئل) می‌خوانند و بخاطر وجود پرورش ماهی زیاد در این روستا کم جمعیت معروف است . نویل در زمان گذشته دارای جمعیت بیشتر بود اما به دلیل شهر‌نشینی مردم نویل جمعیت آنجا کاهش یافته است.